# (11484) Daudet
(11484) Daudet (1988 DF2) – planetoida z grupy pasa głównego asteroid okrążająca Słońce w ciągu 4,39 lat w średniej odległości 2,68 j.a. Odkryta 17 lutego 1988 roku.